# 小林やす
小林 やす（こばやし やす、1846年3月2日（弘化3年2月5日）? - 1964年（昭和39年）5月29日）は、長寿日本一とされていた山梨県大月市の女性。その長寿記録は老年学研究者団体ジェロントロジー・リサーチ・グループ (GRG) によって認定されていない。資料によっては小林 やそ、小林 やとという表記も見られる。

## 人物
大月市役所保存の小林の戸籍によると、38歳を迎える直前とされる明治17年（1884年）2月27日付で、山梨県東山梨郡平等村（現在の山梨市）在住の雨宮重右衛門同妻不詳の次女、弘化3年2月5日（1846年3月2日）生まれとして、同県北都留郡広里村（現在の大月市真木）在住の天野畑右衛門の下に養女として入籍したことになっている。また、初婚は50歳、再婚は55歳とされる時であり、63歳とされる明治42年（1909年）10月、小林倉造と３度目の結婚をした。
1963年（昭和38年）5月、当時の内閣総理大臣、池田勇人から表彰を受ける。
1964年（昭和39年）1月に中風を患い、右半身が麻痺になる。同年5月から風邪を引き入院。27日には肺炎を起こした。29日脳卒中のため死去した。前述の生年月日が正しいとすると118歳88日であった。
1983年（昭和58年）9月26日に泉重千代（1986年〈昭和61年〉死去）に更新されるまで日本の最高齢記録保持者とされていた。ただし、ジェロントロジー・リサーチ・グループ (GRG) を参考に認定を行っているギネス世界記録は、小林の記録をこれまでに一度も正式な記録として認定したことはなく、また、信憑性に疑問があった泉の記録も、2012年（平成24年）に取り消している（詳細は「泉重千代」の項目を参照）。